# HD18610
HD18610 — хімічно пекулярна зоря спектрального класу A2, що має видиму зоряну величину в смузі V приблизно  8,2.
Вона  розташована на відстані близько 661,6 світлових років від Сонця.

## Пекулярний хімічний вміст
Зоряна атмосфера GSC9151-114 має підвищений вміст 
Cr
.